# Glaucocharis bathrogramma
Glaucocharis bathrogramma là một loài bướm đêm trong họ Crambidae.